# Château de la Vaucelle
Le château de la Vaucelle est une gentilhommière, du XIVe siècle qui se dresse sur le territoire de la commune française de Saint-Lô, dans le département de la Manche, en région Normandie. L'édifice est partiellement inscrit au titre des monuments historiques.

## Localisation
Le château est situé aux abords de la Vire sur la commune de Saint-Lô, dans le département français de la Manche.

## Historique
Situé au bord de la Vire, le château appartient aux descendants du mémorialiste saint-lois du XVIIe siècle Luc Duchemin. La chapelle Sainte-Pernelle, construite en 1477, est l'œuvre d'un seigneur de la Vaucelle, Jehan IV Boucard, évêque d'Avranches, confesseur et aumônier de Louis XI et fondateur de la bibliothèque paroissiale de Saint-Lô qui fut pour l'époque la deuxième bibliothèque de Normandie par son importance.
Trois rois résidèrent à la Vaucelle : selon une tradition, Édouard III en 1346, au début de la guerre de Cent Ans lors de sa chevauchée sur le sol français, car le roi trouvait la ville non sûre, François Ier lors de sa visite en 1532 et Charles IX.

## Description
Le manoir du XVe siècle est flanqué de tourelles, avec pigeonnier et murs crénelés.

### Chapelle
Au XVIe siècle, les habitants de la ville de Saint-Lô « avaient coutume d'aller en pèlerinage » en la chapelle Sainte-Pernelle-de-la-Vaucelle. Au cours des guerres de Religion, les réformés la pillèrent.

## Protection
Le pigeonnier et le mur à créneaux nord sont inscrits au titre des monuments historiques par arrêté du 11 juillet 1975.